# Osphryon bispinosus
Osphryon bispinosus là một loài bọ cánh cứng trong họ Cerambycidae.